# Sarpsborg 08 Fotballforening 2019
Questa voce raccoglie le informazioni riguardanti il Sarpsborg 08 Fotballforening nelle competizioni ufficiali della stagione 2019.

## Stagione
Il Sarpsborg 08 ha chiuso la stagione al 12º posto, mentre l'avventura nel Norgesmesterskapet si è chiusa al terzo turno con l'eliminazione subita per mano del Tromsdalen.
Kristoffer Zachariassen è stato il calciatore più utilizzato in stagione a quota 32 presenze tra campionato e coppa. Zachariassen è stato anche il miglior marcatore della squadra, a quota 6 reti.

## Maglie e sponsor
Lo sponsor tecnico per la stagione 2019 è stato Select, mentre lo sponsor ufficiale è stato Borregaard. La divisa casalinga era composta da una maglietta blu con inserti bianchi, pantaloncini e calzettoni bianchi. Quella da trasferta era invece composta da divisa gialla con rifiniture nere.
| Casa | Trasferta |

## Rosa
| N. |                        | Ruolo | Calciatore              |
| -- | ---------------------- | ----- | ----------------------- |
| 2  | Paesi Bassi (bandiera) | D     | Bart Straalman          |
| 3  | Norvegia (bandiera)    | D     | Jørgen Horn             |
| 4  | Norvegia (bandiera)    | D     | Bjørn Inge Utvik        |
| 5  | Norvegia (bandiera)    | D     | Niklas Gunnarsson       |
| 5  | Costa Rica (bandiera)  | D     | Pablo Arboine           |
| 6  | Norvegia (bandiera)    | D     | Nicolai Næss            |
| 7  | Norvegia (bandiera)    | A     | Ole Jørgen Halvorsen    |
| 8  | Danimarca (bandiera)   | C     | Matti Lund Nielsen      |
| 10 | Norvegia (bandiera)    | A     | Steffen Lie Skålevik    |
| 11 | Norvegia (bandiera)    | C     | Jonathan Lindseth       |
| 13 | Austria (bandiera)     | D     | Mario Pavelić           |
| 14 | Costa Rica (bandiera)  | C     | Wílmer Azofeifa         |
| 15 | Norvegia (bandiera)    | C     | Gaute Høberg Vetti      |
| 16 | Norvegia (bandiera)    | D     | Joachim Thomassen       |
| 17 | Norvegia (bandiera)    | C     | Kristoffer Zachariassen |
| 18 | Norvegia (bandiera)    | D     | Sebastian Jarl          |
| 19 | Norvegia (bandiera)    | C     | Kristoffer Larsen       |
| 20 | Norvegia (bandiera)    | D     | Magnar Ødegaard         |
| 21 | Norvegia (bandiera)    | A     | Mustafa Abdellaoue      |
| 22 | Norvegia (bandiera)    | D     | Jon-Helge Tveita        |

| N. |                              | Ruolo | Calciatore            |
| -- | ---------------------------- | ----- | --------------------- |
| 23 | Francia (bandiera)           | A     | Lenny Nangis          |
| 23 | Norvegia (bandiera)          | D     | Sigurd Kvile          |
| 24 | Norvegia (bandiera)          | C     | Anwar Elyounossi      |
| 26 | Mali (bandiera)              | C     | Ismaila Coulibaly     |
| 27 | Mali (bandiera)              | A     | Boubacar Konté        |
| 28 | Norvegia (bandiera)          | A     | Alexander Ruud Tveter |
| 30 | Francia (bandiera)           | P     | Alexandre Letellier   |
| 31 | Norvegia (bandiera)          | P     | Aslak Falch           |
| 32 | Norvegia (bandiera)          | P     | Simen Nilsen          |
| 33 | Norvegia (bandiera)          | D     | Isak Heen Berge       |
| 34 | Norvegia (bandiera)          | C     | William Lunde         |
| 35 | Norvegia (bandiera)          | C     | Kasander Getz         |
| 36 | Norvegia (bandiera)          | A     | Oliver Midtgård       |
| 44 | Croazia (bandiera)           | C     | Mate Maleš            |
| 44 | Trinidad e Tobago (bandiera) | D     | Sheldon Bateau        |
| 45 | Norvegia (bandiera)          | A     | Jørgen Strand Larsen  |
| 48 | Irlanda del Nord (bandiera)  | A     | Kyle Lafferty         |
| 77 | Norvegia (bandiera)          | C     | Amin Askar            |
| 78 | Russia (bandiera)            | P     | Aleksandr Vasjutin    |
| 88 | Norvegia (bandiera)          | A     | Lars-Jørgen Salvesen  |

## Calciomercato

### Sessione invernale(dal 09/01 al 01/04)
| Arrivi           | Arrivi                | Arrivi             | Arrivi        |
| R.               | Nome                  | da                 | Modalità      |
| ---------------- | --------------------- | ------------------ | ------------- |
| D                | Pablo Arboine         | Santos de Guápiles | definitivo    |
| D                | Sheldon Bateau        |                    | svincolato    |
| D                | Isak Heen Berge       | Follo              | definitivo    |
| D                | Sebastian Jarl        | Kjelsås            | definitivo    |
| D                | Nicolai Næss          | Heerenveen         | definitivo    |
| C                | Wílmer Azofeifa       | Santos de Guápiles | definitivo    |
| C                | Ismaila Coulibaly     | Duguwolofila       | definitivo    |
| C                | Boubacar Konté        | Étoiles du Mandé   | definitivo    |
| C                | Jonathan Lindseth     |                    | svincolato    |
| A                | Steffen Lie Skålevik  | Brann              | definitivo    |
| A                | Alexander Ruud Tveter | Strømmen           | fine prestito |
| A                | Lars-Jørgen Salvesen  | Ullensaker/Kisa    | definitivo    |
| Altre operazioni |                       |                    |               |
| R.               | Nome                  | da                 | Modalità      |
| D                | Nikola Tkalčić        | Aalesund           | fine prestito |
| A                | Amani Mbedule         | Notodden           | fine prestito |

| Partenze | Partenze               | Partenze       | Partenze      |
| R.       | Nome                   | a              | Modalità      |
| -------- | ---------------------- | -------------- | ------------- |
| D        | Orri Sigurður Ómarsson | Valur          | definitivo    |
| D        | Joonas Tamm            | Flora Tallinn  | fine prestito |
| D        | Nikola Tkalčić         |                | svincolato    |
| C        | Tobias Heintz          | Kasımpaşa      | definitivo    |
| C        | Joackim Jørgensen      |                | svincolato    |
| C        | Usman Mohammed         |                | svincolato    |
| C        | Harmeet Singh          | HJK            | definitivo    |
| A        | Mikkel Agger           | Viborg         | definitivo    |
| A        | Amani Mbedule          | Kråkerøy       | definitivo    |
| A        | Patrick Mortensen      | Aarhus         | definitivo    |
| A        | Rashad Muhammed        | Erzurumspor FK | definitivo    |

### Tra le due sessioni
| Arrivi | Arrivi | Arrivi | Arrivi   |
| R.     | Nome   | da     | Modalità |
| ------ | ------ | ------ | -------- |

| Partenze | Partenze           | Partenze              | Partenze   |
| R.       | Nome               | a                     | Modalità   |
| -------- | ------------------ | --------------------- | ---------- |
| P        | Aleksandr Vasjutin | Zenit San Pietroburgo | definitivo |
| D        | Sheldon Bateau     | Malines               | definitivo |

### Sessione estiva(dal 01/08 al 31/08)
| Arrivi | Arrivi              | Arrivi       | Arrivi     |
| R.     | Nome                | da           | Modalità   |
| ------ | ------------------- | ------------ | ---------- |
| P      | Alexandre Letellier | Angers       | definitivo |
| D      | Magnar Ødegaard     | AIK          | definitivo |
| D      | Mario Pavelić       | Rijeka       | prestito   |
| D      | Bart Straalman      |              | svincolato |
| C      | Mate Maleš          |              | svincolato |
| A      | Mustafa Abdellaoue  | Strømsgodset | definitivo |
| A      | Kyle Lafferty       |              | svincolato |
| A      | Lenny Nangis        |              | svincolato |

| Partenze | Partenze             | Partenze     | Partenze   |
| R.       | Nome                 | a            | Modalità   |
| -------- | -------------------- | ------------ | ---------- |
| D        | Pablo Arboine        | HB Køge      | prestito   |
| C        | Wílmer Azofeifa      | Aalesund     | prestito   |
| A        | Anwar Elyounossi     | Fram Larvik  | prestito   |
| A        | Lars-Jørgen Salvesen | Strømsgodset | definitivo |

### Dopo la sessione estiva
| Arrivi | Arrivi            | Arrivi | Arrivi     |
| R.     | Nome              | da     | Modalità   |
| ------ | ----------------- | ------ | ---------- |
| D      | Niklas Gunnarsson |        | svincolato |

| Partenze | Partenze       | Partenze     | Partenze |
| R.       | Nome           | a            | Modalità |
| -------- | -------------- | ------------ | -------- |
| D        | Sebastian Jarl | KFUM Oslo    | prestito |
| C        | Boubacar Konté | Nordsjælland | prestito |

## Risultati

### Eliteserien

#### Girone di andata
| Arbitro: | Hansen (Feda) |

|              |           |                  |
| Lindseth 68’ | Marcatori | 90’ Wolff Eikrem |

| Arbitro: | Smehus Kringstad |

|                     |           |                  |
| Vasjutin 27’ (aut.) | Marcatori | 47’ Zachariassen |

| Arbitro: | Eskås (Oslo) |

|                   |           |  |
| Strand Larsen 11’ | Marcatori |  |

| Arbitro: | Skjerven (Kaupanger) |

|            |           |              |
| Bjørkan 5’ | Marcatori | 85’ Salvesen |

| Arbitro: | Hagen (Grue) |

|          |           |             |
| Næss 55’ | Marcatori | 17’ Gauseth |

| Arbitro: | Moen (Haugesund) |

|            |           |  |
| Jensen 39’ | Marcatori |  |

| Arbitro: | Hansen (Feda) |

|  |           |             |
|  | Marcatori | 53’ Gjesdal |

| Arbitro: | Moen (Haugesund) |

|                        |           |            |
| Berisha 32’ Strand 40’ | Marcatori | 58’ Bateau |

| Arbitro: | Smehus Kringstad |

|            |           |                                                |
| Bateau 59’ | Marcatori | 45’ Sollie Rønning 51’ Reginiussen 74’ Skarsem |

| Arbitro: | Smehus Kringstad |

|                               |           |               |
| Tripić 50’ Høiland 88’ (rig.) | Marcatori | 72’ Straalman |

| Arbitro: | Hobber Nilsen (Oslo) |

|                        |           |  |
| Strand Larsen 21’, 48’ | Marcatori |  |

| Arbitro: | Steen (Bergen) |

|           |           |              |
| Finne 34’ | Marcatori | 19’ Salvesen |

| Arbitro: | Hansen (Feda) |

|                                 |           |                               |
| Halvorsen 49’ Strand Larsen 63’ | Marcatori | 29’ (aut.) Bateau 71’ Tokstad |

| Arbitro: | Hagenes (Flaktveit) |

|                           |           |  |
| Andersen 18’ Valakari 54’ | Marcatori |  |

| Arbitro: | Hagenes (Flaktveit) |

|                                  |           |                                              |
| Boli 42’ Vihmann 68’ Bohinen 90’ | Marcatori | 1’ Lindseth 27’ Ruud Tveter 50’ Lie Skålevik |

#### Girone di ritorno
| Arbitro: | Moen (Haugesund) |

|              |           |            |
| Thomassen 3’ | Marcatori | 13’ Jensen |

| Arbitro: | Skjerven (Kaupanger) |

|                               |           |                  |
| Wolff Eikrem 18’ Sjølstad 75’ | Marcatori | 72’ Zachariassen |

| Arbitro: | Eskås (Oslo) |

|                  |           |             |
| Zachariassen 55’ | Marcatori | 83’ Saltnes |

| Arbitro: | Hafsås (Trondheim) |

|                           |           |                  |
| Maigaard 60’ Salvesen 68’ | Marcatori | 46’ Zachariassen |

| Arbitro: | Steen (Bergen) |

|                             |           |                          |
| Ødegaard 37’ Abdellaoue 56’ | Marcatori | 85’ Høiland 89’ Østensen |

| Arbitro: | Hagen (Grue) |

|              |           |  |
| Lindseth 44’ | Marcatori |  |

| Arbitro: | Kjensli (Oslo) |

|                                      |           |  |
| Møller Delaveris 30’, 34’ Børven 58’ | Marcatori |  |

| Sarpsborg 29 settembre 2019, ore 18:00 23ª giornata | Sarpsborg 08         | 0 – 0 referto | Stabæk | Sarpsborg Stadion (4.971 spett.)\| Arbitro: \| Skjerven (Kaupanger) \| |
| Arbitro:                                            | Skjerven (Kaupanger) |               |        |                                                                        |

| Arbitro: | Steen (Bergen) |

|  |           |                         |
|  | Marcatori | 29’ Larsen 60’ Ødegaard |

| Arbitro: | Hafsås (Trondheim) |

|              |           |             |
| Lafferty 89’ | Marcatori | 14’ Teniste |

| Mjøndalen 27 ottobre 2019, ore 18:00 26ª giornata | Mjøndalen      | 0 – 0 referto | Sarpsborg 08 | Consto Arena (2.273 spett.)\| Arbitro: \| Døvle (Larvik) \| |
| Arbitro:                                          | Døvle (Larvik) |               |              |                                                             |

| Arbitro: | Eskås (Oslo) |

|                                          |           |                         |
| Zachariassen 30’ Utvik 51’ Halvorsen 53’ | Marcatori | 13’ Valakari 86’ Barlow |

| Arbitro: | Saggi (Drammen) |

|                                                       |           |  |
| Isaksen 13’ Letellier 30’ (aut.) Aasbak 61’ Sørli 67’ | Marcatori |  |

| Arbitro: | Kjensli (Oslo) |

|                  |           |               |
| Zachariassen 17’ | Marcatori | 75’ Samuelsen |

| Lillestrøm 1º dicembre 2019, ore 18:00 30ª giornata | Lillestrøm       | 0 – 0 referto | Sarpsborg 08 | Åråsen Stadion (5.293 spett.)\| Arbitro: \| Moen (Haugesund) \| |
| Arbitro:                                            | Moen (Haugesund) |               |              |                                                                 |

### Norgesmesterskapet
| Arbitro: | Ekeli Valen |

|  |           |                                                |
|  | Marcatori | 59’ Ruud Tveter 69’ Salvesen 73’ Strand Larsen |

| Arbitro: | Moen |

|  |           |                               |
|  | Marcatori | 48’ Lie Skålevik 82’ Salvesen |

| Arbitro: | Følstad Skarsem (Trondheim) |

|                   |           |  |
| Kristoffersen 61’ | Marcatori |  |

## Statistiche

### Statistiche di squadra
| Competizione       | Punti | In casa | In casa | In casa | In casa | In casa | In casa | In trasferta | In trasferta | In trasferta | In trasferta | In trasferta | In trasferta | Totale | Totale | Totale | Totale | Totale | Totale | DR  |
| Competizione       | Punti | G       | V       | N       | P       | Gf      | Gs      | G            | V            | N            | P            | Gf           | Gs           | G      | V      | N      | P      | Gf     | Gs     | DR  |
| ------------------ | ----- | ------- | ------- | ------- | ------- | ------- | ------- | ------------ | ------------ | ------------ | ------------ | ------------ | ------------ | ------ | ------ | ------ | ------ | ------ | ------ | --- |
| Eliteserien        | 30    | 15      | 4       | 9       | 2       | 18      | 16      | 15           | 1            | 6            | 8            | 12           | 24           | 30     | 5      | 15     | 10     | 30     | 40     | -10 |
| Norgesmesterskapet | -     | 0       | 0       | 0       | 0       | 0       | 0       | 3            | 2            | 0            | 1            | 5            | 1            | 3      | 2      | 0      | 1      | 5      | 1      | +4  |
| Totale             | -     | 15      | 4       | 9       | 2       | 18      | 16      | 18           | 3            | 6            | 9            | 17           | 25           | 33     | 7      | 15     | 11     | 35     | 41     | -6  |

### Andamento in campionato
| Giornata  | 1 | 2  | 3 | 4 | 5 | 6  | 7  | 8  | 9  | 10 | 11 | 12 | 13 | 14 | 15 | 16 | 17 | 18 | 19 | 20 | 21 | 22 | 23 | 24 | 25 | 26 | 27 | 28 | 29 | 30 |
| --------- | - | -- | - | - | - | -- | -- | -- | -- | -- | -- | -- | -- | -- | -- | -- | -- | -- | -- | -- | -- | -- | -- | -- | -- | -- | -- | -- | -- | -- |
| Luogo     | C | T  | C | T | C | T  | C  | T  | C  | T  | C  | T  | C  | T  | T  | C  | T  | C  | T  | C  | C  | T  | C  | T  | C  | T  | C  | T  | C  | T  |
| Risultato | N | N  | V | N | N | P  | P  | P  | P  | P  | V  | N  | N  | P  | N  | N  | P  | N  | P  | N  | V  | P  | N  | V  | N  | N  | V  | P  | N  | N  |
| Posizione | 8 | 10 | 5 | 7 | 7 | 10 | 11 | 11 | 15 | 15 | 12 | 13 | 13 | 15 | 15 | 15 | 15 | 15 | 16 | 15 | 14 | 16 | 16 | 13 | 13 | 13 | 12 | 13 | 11 | 12 |

Fonte:  Eliteserien 2019, su altomfotball.no, Altomfotball.
Legenda:

Luogo: C = Casa; T = Trasferta. Risultato: V = Vittoria; N = Pareggio; P = Sconfitta.

### Statistiche dei giocatori
| Giocatore        | Eliteserien | Eliteserien | Eliteserien | Eliteserien | Norgesmesterskapet | Norgesmesterskapet | Norgesmesterskapet | Norgesmesterskapet | Coppe europee | Coppe europee | Coppe europee | Coppe europee | Altre coppe | Altre coppe | Altre coppe | Altre coppe | Totale   | Totale | Totale      | Totale     |
| Giocatore        | Presenze    | Reti        | Ammonizioni | Espulsioni  | Presenze           | Reti               | Ammonizioni        | Espulsioni         | Presenze      | Reti          | Ammonizioni   | Espulsioni    | Presenze    | Reti        | Ammonizioni | Espulsioni  | Presenze | Reti   | Ammonizioni | Espulsioni |
| ---------------- | ----------- | ----------- | ----------- | ----------- | ------------------ | ------------------ | ------------------ | ------------------ | ------------- | ------------- | ------------- | ------------- | ----------- | ----------- | ----------- | ----------- | -------- | ------ | ----------- | ---------- |
| M. Abdellaoue    | 11          | 1           | 2           | 0           | -                  | -                  | -                  | -                  |               |               |               |               |             |             |             |             | 11       | 1      | 2           | 0          |
| P. Arboine       | 0           | 0           | 0           | 0           | 0                  | 0                  | 0                  | 0                  |               |               |               |               |             |             |             |             | 0        | 0      | 0           | 0          |
| A. Askar         | 13          | 0           | 3           | 1           | 0                  | 0                  | 0                  | 0                  |               |               |               |               |             |             |             |             | 13       | 0      | 3           | 1          |
| W. Azofeifa      | 5           | 0           | 0           | 0           | 3                  | 0                  | 1                  | 0                  |               |               |               |               |             |             |             |             | 8        | 0      | 1           | 0          |
| S. Bateau        | 13          | 2           | 1           | 0           | 3                  | 0                  | 0                  | 0                  |               |               |               |               |             |             |             |             | 16       | 2      | 1           | 0          |
| I. Coulibaly     | 13          | 0           | 3           | 0           | 1                  | 0                  | 0                  | 0                  |               |               |               |               |             |             |             |             | 14       | 0      | 3           | 0          |
| A. Elyounossi    | 6           | 0           | 0           | 0           | 3                  | 0                  | 0                  | 0                  |               |               |               |               |             |             |             |             | 9        | 0      | 0           | 0          |
| A. Falch         | 2           | -5          | 0           | 0           | 2                  | -1                 | 0                  | 0                  |               |               |               |               |             |             |             |             | 4        | -6     | 0           | 0          |
| K. Getz          | 0           | 0           | 0           | 0           | 0                  | 0                  | 0                  | 0                  |               |               |               |               |             |             |             |             | 0        | 0      | 0           | 0          |
| N. Gunnarsson    | 10          | 0           | 1           | 0           | -                  | -                  | -                  | -                  |               |               |               |               |             |             |             |             | 10       | 0      | 1           | 0          |
| O. Halvorsen     | 27          | 2           | 4           | 0           | 2                  | 0                  | 0                  | 0                  |               |               |               |               |             |             |             |             | 29       | 2      | 4           | 0          |
| I. Heen Berge    | 0           | 0           | 0           | 0           | 0                  | 0                  | 0                  | 0                  |               |               |               |               |             |             |             |             | 0        | 0      | 0           | 0          |
| G. Høberg Vetti  | 14          | 0           | 1           | 0           | 0                  | 0                  | 0                  | 0                  |               |               |               |               |             |             |             |             | 14       | 0      | 1           | 0          |
| J. Horn          | 6           | 0           | 1           | 0           | 0                  | 0                  | 0                  | 0                  |               |               |               |               |             |             |             |             | 6        | 0      | 1           | 0          |
| S. Jarl          | 1           | 0           | 0           | 0           | 0                  | 0                  | 0                  | 0                  |               |               |               |               |             |             |             |             | 1        | 0      | 0           | 0          |
| B. Konté         | 1           | 0           | 0           | 0           | 1                  | 0                  | 0                  | 0                  |               |               |               |               |             |             |             |             | 2        | 0      | 0           | 0          |
| S. Kvile         | 0           | 0           | 0           | 0           | 0                  | 0                  | 0                  | 0                  |               |               |               |               |             |             |             |             | 0        | 0      | 0           | 0          |
| K. Lafferty      | 9           | 1           | 3           | 1           | -                  | -                  | -                  | -                  |               |               |               |               |             |             |             |             | 9        | 1      | 3           | 1          |
| K. Larsen        | 13          | 1           | 0           | 0           | 3                  | 0                  | 0                  | 0                  |               |               |               |               |             |             |             |             | 16       | 1      | 0           | 0          |
| A. Letellier     | 15          | -19         | 0           | 0           | -                  | -                  | -                  | -                  |               |               |               |               |             |             |             |             | 15       | -19    | 0           | 0          |
| S. Lie Skålevik  | 21          | 1           | 4           | 0           | 3                  | 1                  | 0                  | 0                  |               |               |               |               |             |             |             |             | 24       | 2      | 4           | 0          |
| J. Lindseth      | 28          | 3           | 5           | 0           | 3                  | 0                  | 0                  | 0                  |               |               |               |               |             |             |             |             | 31       | 3      | 5           | 0          |
| M. Lund Nielsen  | 26          | 0           | 2           | 0           | 2                  | 0                  | 0                  | 0                  |               |               |               |               |             |             |             |             | 28       | 0      | 2           | 0          |
| W. Lunde         | 0           | 0           | 0           | 0           | 0                  | 0                  | 0                  | 0                  |               |               |               |               |             |             |             |             | 0        | 0      | 0           | 0          |
| M. Maleš         | 1           | 0           | 0           | 0           | -                  | -                  | -                  | -                  |               |               |               |               |             |             |             |             | 1        | 0      | 0           | 0          |
| O. Midtgård      | 0           | 0           | 0           | 0           | 0                  | 0                  | 0                  | 0                  |               |               |               |               |             |             |             |             | 0        | 0      | 0           | 0          |
| N. Næss          | 20          | 1           | 1           | 0           | 3                  | 0                  | 0                  | 0                  |               |               |               |               |             |             |             |             | 23       | 1      | 1           | 0          |
| L. Nangis        | 0           | 0           | 0           | 0           | -                  | -                  | -                  | -                  |               |               |               |               |             |             |             |             | 0        | 0      | 0           | 0          |
| S. Nilsen        | 0           | 0           | 0           | 0           | 0                  | 0                  | 0                  | 0                  |               |               |               |               |             |             |             |             | 0        | 0      | 0           | 0          |
| M. Ødegaard      | 14          | 2           | 3           | 0           | -                  | -                  | -                  | -                  |               |               |               |               |             |             |             |             | 14       | 2      | 3           | 0          |
| M. Pavelić       | 8           | 0           | 0           | 0           | -                  | -                  | -                  | -                  |               |               |               |               |             |             |             |             | 8        | 0      | 0           | 0          |
| A. Ruud Tveter   | 4           | 1           | 0           | 0           | 1                  | 1                  | 0                  | 0                  |               |               |               |               |             |             |             |             | 5        | 2      | 0           | 0          |
| L. Salvesen      | 13          | 2           | 0           | 0           | 3                  | 2                  | 1                  | 0                  |               |               |               |               |             |             |             |             | 16       | 4      | 1           | 0          |
| B. Straalman     | 2           | 1           | 1           | 0           | -                  | -                  | -                  | -                  |               |               |               |               |             |             |             |             | 2        | 1      | 1           | 0          |
| J. Strand Larsen | 23          | 4           | 2           | 0           | 3                  | 1                  | 0                  | 0                  |               |               |               |               |             |             |             |             | 26       | 5      | 2           | 0          |
| J. Thomassen     | 27          | 1           | 4           | 0           | 3                  | 0                  | 0                  | 0                  |               |               |               |               |             |             |             |             | 30       | 1      | 4           | 0          |
| J. Tveita        | 9           | 0           | 0           | 0           | 0                  | 0                  | 0                  | 0                  |               |               |               |               |             |             |             |             | 9        | 0      | 0           | 0          |
| B. Utvik         | 10          | 1           | 0           | 0           | 0                  | 0                  | 0                  | 0                  |               |               |               |               |             |             |             |             | 10       | 1      | 0           | 0          |
| A. Vasjutin      | 13          | -16         | 1           | 0           | 1                  | 0                  | 0                  | 0                  |               |               |               |               |             |             |             |             | 14       | -16    | 1           | 0          |
| K. Zachariassen  | 29          | 6           | 6           | 0           | 3                  | 0                  | 1                  | 0                  |               |               |               |               |             |             |             |             | 32       | 6      | 7           | 0          |